# L'va Tolstogo
L'va Tolstogo är en dal i Antarktis. Den ligger i Östantarktis. Norge gör anspråk på området.